# Joen Nilsson (Rosenquist af Åkershult)
Joen Nilsson (Rosenquist af Åkershult), född på 1500-talet, död mellan 27 februari 1599 och 1601, var en svensk ståthållare, häradshövding och fogde.

## Biografi
Joen Nilsson (Rosenquist af Åkershult) var son till befallningsmannen Nils Birgersson (Rosenquist af Åkershult) och Anna Hansdotter. Han var köksmästare hos Erik XIV, blev 11 mars 1568 ståthållare över Småland och upptogs 1586 i registret över Sveriges adel. Från 1589 till 1590 var han fogde i Kronobergs län och 1590 befallningsman på Kronobergs slott. Han blev 2 maj 1591 slottsloven på Kalmar slott och 31 maj 1594 häradshövding i Kinnevalds härad. Joen Nilsson avled mellan 27 februari 1599 och 1601.

### Egendom
Joen Nilsson ägde Åryds bruk i Hemmesjö socken och Osaby i Tävelsås socken, som han erhöll genom sitt gifte, samt uppgives sig 1579 dessutom äga 32 andra hemman, var till Osaby östergård och Osaby norrgård, vilka han erhöll i donation 1586. Joen Nilsson hade 1568 Hemmesjö socken och Furuby socken i förläning,  varpå han erhöll konfirmation 7 juni 1569, men socknarna återkallades 1571.

### Familj
Joen Nilsson gifte sig första gången, tidigast 1567 med Kerstin Gabrielsdotter, dotter av häradshövdingen Gabriel Körning och Märta Jakobsdotter. Hon var änka efter Måns Olsson till Osaby och ryttmästaren Lindorm Persson (Ulfsax). Joen Nilsson och Kerstin Gabrielsdotter fick tillsammans sonen fogden Nils Rosenquist (1568–1633).
Joen Nilsson gifte sig andra gången med Ingrid Stråle af Ekna (död före 1606), dotter av Anders Stråle af Ekna och Anna Olofsdotter.